# キヤノン EOS-1D X

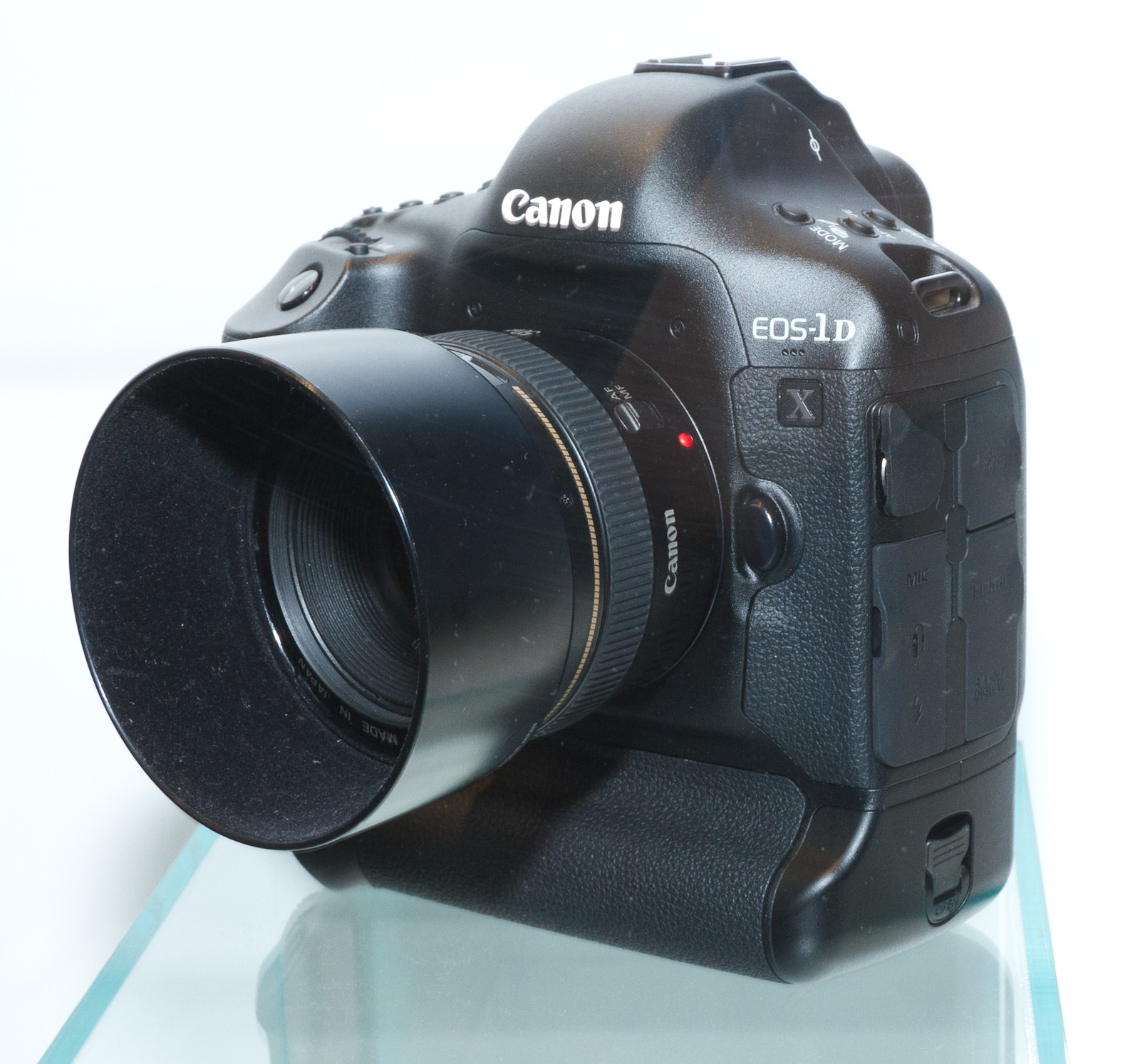
キヤノン EOS-1D X

キヤノン EOS-1D X（キヤノン イオスワンディー エックス）は、キヤノン製デジタル一眼レフカメラである。
キヤノンのプロフェッショナルモデルは、「EOS-1D X」が開発されるまで、報道・スポーツ向け（連写性能優先タイプ）の「EOS-1Dシリーズ」と、スタジオ撮影向け（画素数優先タイプ）の「EOS-1Dsシリーズ」の2機種が開発・販売されていた。「EOS-1D X」の開発により一台でカバーすることが可能になるとし、EOSのうち「1Dシリーズ」と「1Dsシリーズ」は製造が打ち切られる。

## 特徴
1. 撮像素子は、新開発した約1810万画素の35mmフルサイズのCMOSセンサーを搭載する。また35mmフルサイズセンサーとしては、ギャップレスマイクロレンズを初採用し、集光効率を高めている[1]。
2. 映像エンジンは、新開発した「DIGIC 5+」を2基装備した、「デュアルDIGIC 5+」を搭載する。「DIGIC 5+」は、「DIGIC 5」の約3倍の処理能力を持ち、「DIGIC 4」と「DIGIC 5+」を比べると約17倍の処理能力を持つ[1]。
3. AEセンサーは、新開発した10万画素のRGB測光センサーとAE専用の「DIGIC 4」を採用した「EOS iSA System[4]」を搭載する。
4. 連続撮影速度は、AF／AE追従する「高速連続撮影」モードで最高約12コマ／秒である。「超高速連続撮影」モードでは、ミラーアップ・AF／AE非追従・JPEGのみと制限があるものの最高約14コマ／秒で撮影可能である。

## 主な仕様

### 基本仕様
- 型式：デジタル一眼レフレックスAF・AEカメラ
- 記録媒体：CFカード（タイプI、II準拠、UDMA モード7対応）
  - CFカード対応デュアルカードスロット
- 使用レンズ：キヤノンEFレンズ群（EF-Sレンズを除く）
- レンズマウント：キヤノンEFマウント

### 撮像素子
- 撮像素子形式：約36×24mm CMOSセンサー
- カメラ部有効画素：約1810万画素
- ホワイトバランス：オート、プリセット（太陽光、日陰、くもり、白熱電球、白色蛍光灯、ストロボ）、マニュアル、色温度指定（約2500～10000K）、カスタムホワイトバランス（5件）、ホワイトバランス補正、ホワイトバランスブラケティング可能

### 記録形式
- 記録フォーマット：DCF 2.0
- 画像タイプ：JPEG、RAW(14bit)[5]、RAW+JPEGラージ同時記録可能
- 記録画素数
  - JPEG - L（約1790万(5184×3456)画素）、M1（約1420万(4608×3072)画素）、M2（約800万(3456×2304)画素）、S（約450万(2592×1728)画素）
  - RAW(14bit) - RAW（約1790万(5184×3456)画素）、M-RAW（約1010万(3888×2592)画素）、S-RAW（約450万(2592×1728)画素）
- JPEG画質 10段階
- 記録機能：標準、カード自動切り換え、振り分け、同一書き込み

### ファインダー
- ファインダー方式：ペンタプリズム使用、アイレベル式
- 視野率：上下/左右とも約100％（アイポイント約20ｍｍ時）
- 倍率：約0.76倍[6]
- アイポイント：約20mm[7]
- 視度調整範囲：約－3.0～＋1.0m–1（dpt）
- アイピースシャッター：内蔵
- フォーカシングスクリーン：交換可能（レザーマットタイプ「フォーカシングスクリーンEｃ-CV」を標準装備）
- AF作動表示：あり
- グリッド表示：可能
- 水準器表示
  - 水平方向：1°ステップ ±6°（横位置撮影時）
  - 垂直方向：1°ステップ ±4°（横位置撮影時）
- ミラー：クイックリターン式
- 被写界深度確認：可能

### オートフォーカス
- 方式：TTL二次結像位相差検出方式
- 測距点 61点（クロス測距点：最大41点）[8]
- フォーカスモード：ワンショットAF、AIサーボAF、手動（MF）
- 測距エリア選択モード：スポット1 点AF（任意選択）、1 点AF（任意選択）、領域拡大AF（任意選択上下左右）、領域拡大AF（任意選択周囲）、ゾーンAF（ゾーン任意選択）、61点自動選択AF
- 測距点自動選択条件：EOS iTR[9] AFの設定による（色情報、顔情報を使用したAFが可能）
- AF微調整：AFマイクロアジャストメントにより対応（全レンズ一律調整、レンズごとに調整）
- AF補助光：EOS用外部ストロボのAF補助光による
- The EOS-1DX was recalled by Canon for defective focusing based on defective parts in the 1DX mirror box

### 露出制御
- 測光方式：252分割TTL開放測光「EOS iSA システム[4]」
- 測光モード：AFフレームに対応した評価測光・部分測光（中央部）・スポット測光（中央部、測距点連動、8回までのマルチスポット）・中央部重点平均測光
- 露出制御方式：プログラムAE、シャッター優先AE、絞り優先AE、マニュアル露出、バルブ
- 常用ISO感度（推奨露光指数）：ISO 100～51200任意設定（1/3、1段ステップ）
  - 拡張可能ISO感度：L（ISO 50相当）、H1（ISO 102400相当）、H2（ISO 204800相当）
- ISOオート：設定可能（感度拡張は不可）
- ISO感度関連設定：ISO感度設定範囲、ISOオート範囲、ISOオート低速限界設定可能
- 露出補正
  - 手動：1/3、1/2段ステップ±5段
  - AEB：1/3、1/2段ステップ±3段（手動露出補正との併用可能）
- AEロック
  - 自動：ワンショットAF・評価測光時、合焦と同時にAEロック
  - 手動：AEロックボタンによる
- 露出基準微調整 AEマイクロアジャストメントにより対応

### 多重露出撮影
- 撮影方法 機能・操作優先、連続撮影優先
- 多重枚数：2〜9枚
- 多重露出制御：加算、加算平均、比較（明）、比較（暗）

### シャッター
- シャッター形式：電子制御式、フォーカルプレーンシャッター
- シャッター速度 1/8000～30秒、バルブ（すべての撮影モードを合わせて）
  - ストロボ同調最高シャッター速度=1/250秒

### ドライブ関係
- ドライブモード：1枚撮影、高速連続撮影、低速連続撮影、セルフタイマー：10秒、セルフタイマー：2秒、1枚：静音動作、超高速連続撮影
- 連続撮影速度：「超高速連続撮影」最高約14コマ/秒、「高速連続撮影」最高約12コマ/秒[10]、「低速連続撮影」最高約3コマ/秒
- 連続撮影可能枚数：NA

### ストロボ
- 対応ストロボ：キヤノン製EXシリーズスピードライト
- 調光方式：E–TTL II 自動調光
- 外部ストロボ制御：可能
- 内蔵ストロボ：非搭載

### 液晶モニター
- 形式：TFT式カラー液晶モニター
- 画面サイズ：ワイド3.2型（3：2）
- ドット数：約104万ドット
- 水準器表示
  - 水平方向：1°ステップ ±6°
  - 垂直方向：1°ステップ ±4°

### インターフェース
- 映像/音声出力・デジタル端子：アナログ映像（NTSC、PAL対応）/ステレオ音声出力・パソコン通信、ダイレクトプリント（Hi-Speed USB相当）
- HDMIミニ出力端子：タイプC（解像度自動切り換え）、CEC対応
- 外部マイク入力端子：φ3.5mmステレオミニジャック
- リモコン端子：リモートコントロールシステムN3タイプに対応
- イーサーネット端子：RJ-45端子、ギガビットイーサーネット対応
- 拡張システム端子：「ワイヤレスファイルトランスミッター WFT-E6B」、「GPSレシーバー GP-E1」接続

### 電源
- 使用電池：下記のキヤノン製バッテリーパックを1個使用
  - 「バッテリーパックLP-E4N」」 - DC11.1V・放電容量2,450mAh・リチウムイオン電池・約185g
  - 「バッテリーパックLP-E4」 - DC11.1V・放電容量2,300mAh・リチウムイオン電池・約180g
- 電池情報：残容量、撮影回数、劣化度確認可能
- AC：「ACアダプターキット ACK-E4」使用により可能
- 撮影可能枚数（CIPA試験基準[11]による）
  - ファインダー撮影 - 常温(23℃) 約1,120枚／低温(0℃) 約860枚
  - ライブビュー撮影 - 常温(23℃) 約290枚／低温(0℃) 約250枚
- 動画撮影可能時間（フル充電のバッテリーパックLP–E4N使用時）
  - 常温(23℃) 約2時間10分
  - 低温(0℃) 約2時間
- 日付/時計機能用電池：リチウム電池 CR20251個使用

### 大きさ・質量
- 大きさ（幅×高さ×奥行き）：約158×163.6×82.7mm
- 質量：約1340g（本体のみ）／約1530g（CIPAガイドライン[12]による）

### 動作環境
- 使用可能温度：0℃〜+45℃
- 使用可能湿度：85％以下